# Coretta Scott King
Pour les articles homonymes, voir Scott et King.
Coretta Scott King, née le 27 avril 1927 à Marion dans l'État de l'Alabama, et morte le 30 janvier 2006 à Rosarito dans l'État de Basse-Californie au Mexique, est une militante américaine du mouvement américain des droits civiques ainsi que l'épouse du pasteur Martin Luther King. Après l'assassinat de son époux en 1968, elle fonde le Centre Martin Luther King Jr. pour le changement social non violent à Atlanta, en Géorgie, pour  continuer et célébrer son travail pour les droits civiques. 
Après l'adoption du Civil Rights Act de 1964, du Voting Rights Act de 1965 et du Civil Rights Act of 1968, mettant fin à la ségrégation, Coretta King oriente son action vers les droits des femmes et des LGBT, ainsi que pour la paix dans le monde et sera une opposante à l'apartheid dans les années 1980. Son action de militante s'est poursuivi jusqu'à sa mort en 2006 et lui vaudra des récompenses telles que l'obtention du  Prix international Gandhi pour la paix.

## Biographie

### Jeunesse et formation
Coretta Scott naît le 27 avril 1927 à Marion dans le comté de Perry, en Alabama. Elle passe son enfance dans la ferme de ses parents, Obie Leonard et Bernice McMurray Scott, dans le village d'Heiberger (en), situé 5 kilomètres au nord de Marion. Après avoir suivi ses études secondaires à la Lincoln Normal School (en) de Marion, un établissement privé pour Afro-Américains, Coretta Scott est admise à l'Antioch College de Yellow Springs, dans l'État de l'Ohio où elle obtient son baccalauréat universitaire (licence) en 1951, elle continue ses études universitaire au Conservatoire de musique de la Nouvelle-Angleterre de Boston dans le Massachusetts où elle obtient le Bachelor of Music (en), option art lyrique et violon en 1954,,,.
Pendant qu'elle est étudiante à l'Antioch College, elle adhère à section locale de la National Association for the Advancement of Colored People (NAACP) en tant que déléguée des étudiants.

### Martin Luther King et la lutte pour les droits civiques

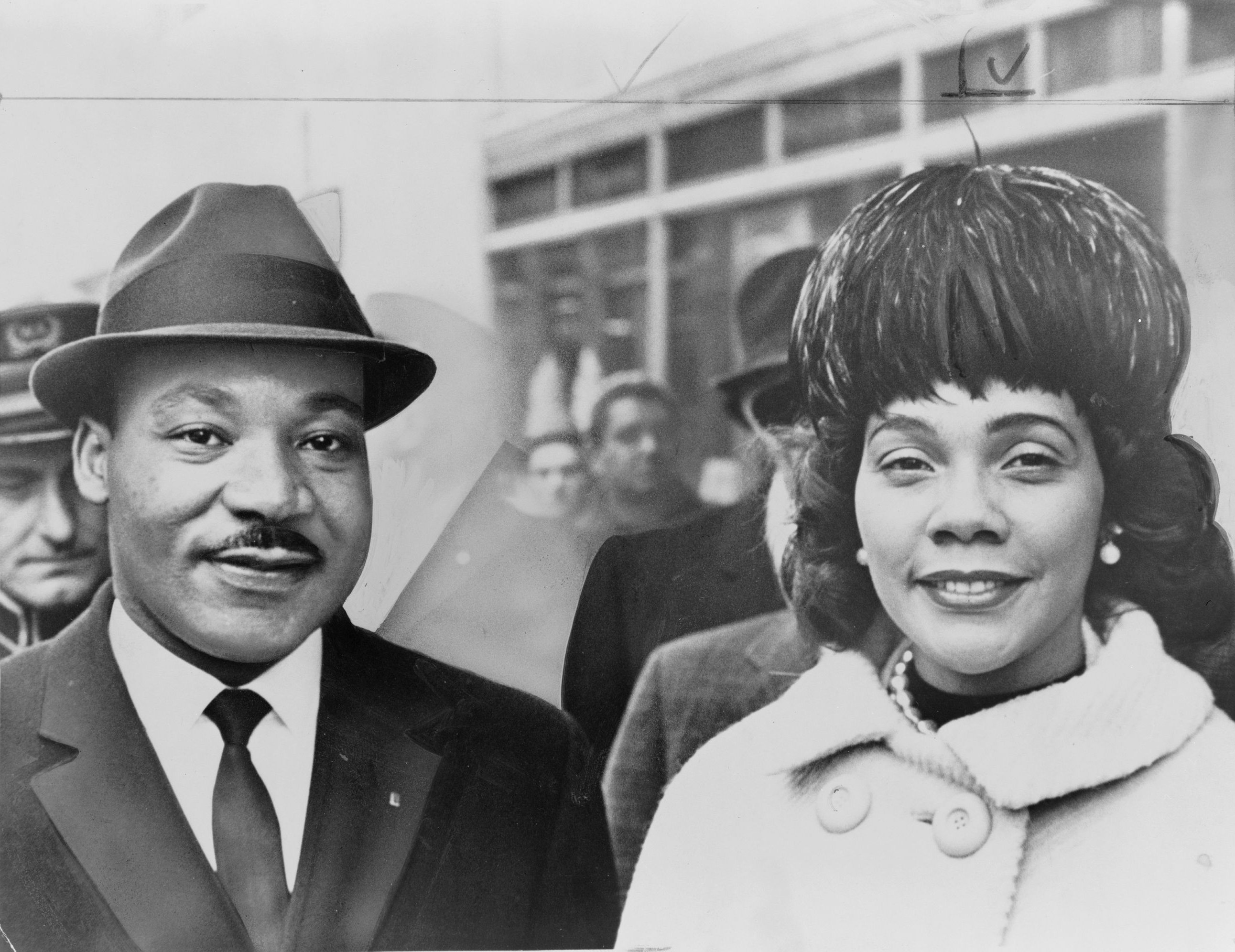
Coretta Scott King et son époux Martin Luther King en 1964.

Pendant ses études  au Conservatoire de musique de la Nouvelle-Angleterre, elle rencontre Martin Luther King, un étudiant en doctorat de théologie à l'université de Boston.
Le 18 juin 1953, Martin et Coretta se marient, la cérémonie a lieu dans le jardin des Scott, elle est célébrée par le père de Martin, le Docteur Martin Luther King Sr., leader des pasteurs d'Atlanta,.
Bien que Coretta King ait investi la majeure partie de son temps à élever les quatre enfants du couple : Yolanda King (1955-2007), Martin Luther III (1957), Dexter Scott (1961), et Bernice Albertine (1963), elle était présente à plusieurs des événements principaux du mouvement des droits civiques des années 1950 et des années 1960. 
Mettant sa formation musicale à son service, Coretta a participé aux « concerts de liberté », qui se sont composés de récitations, de poésies, de chants, et des conférences liées à l'histoire du mouvement de droits civiques. Les recettes de ses concerts ont été souvent reversées à la Southern Christian Leadership Conference (SCLC). Coretta King a accompagné son mari dans plusieurs de ses déplacements, voyageant au Ghana en 1957 et en Inde en 1959.
Avant le rapport 1967 de son mari contre la guerre au Viêt Nam, Mme King s'est impliquée dans un certain nombre d'organismes œuvrant pour la paix et la justice comme le[Quoi ?]. En 1962, son intérêt pour les efforts de désarmement l'a amenée à Genève, en Suisse, où elle a participé au mouvement Women Strike for Peace  et s'est rendue à la Eighteen Nation Committee on Disarmament (en),.

### Centre Martin Luther King Jr. pour le changement social non violent
Après l'assassinat de Martin Luther King le 4 avril 1968, Coretta a poursuivi la philosophie de non-violence prônée par son mari. Plus tard, ce même mois, elle a remplacé son mari à un rassemblement contre la guerre du Viêt Nam à New York. Quatre jours après l'assassinat de son mari à Memphis, elle prenait la tête d'une importante manifestation en soutien aux éboueurs noirs victimes de discriminations, pour lesquels son mari s'était déplacé dans la ville. En mai 1968, Coretta King a aidé à lancer la Poor People's Campaign (en),, (campagne de lutte contre la pauvreté) et a ensuite participé à de nombreux efforts combattant celle-ci. En 1968, elle a fondé le Centre Martin Luther King Jr. pour le changement social non violent .  Le centre comprend un hall d'exposition, une restauration de la maison d'enfance de Martin Luther King, un institut d'études afro-américaines, une bibliothèque contenant les articles de son mari et un musée. En tant que présidente de fondation du centre, elle a guidé sa construction à côté de l'église de baptiste d'Ebenezer, où le Dr King avait servi comme co-pasteur avec son père, Martin Luther King, Sr,.
En 1969, Coretta a édité son autobiographie, Ma vie avec Martin Luther King, Jr. 

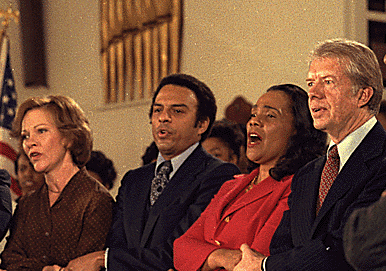
Le président américain Jimmy Carter, la Première dame Rosalynn Carter, Andrew Young et Coretta Scott King à l'Église baptiste Ebenezer d’Atlanta, le 14 janvier 1979.

Le groupe de folk progressif anglais The Strawbs (comprenant l'auteur-compositeur-interprète Dave Cousins et le claviériste Rick Wakeman) a enregistré une chanson intitulée "Martin Luther King's Dream" en 1970, inspirée du discours "I have a dream…". Coretta planifiant un meeting à Londres, a invité le groupe à interpréter ce morceau ; c'est ce qu'ils firent au Westminster Central Hall.

### Mort et hommages
Elle décède le 31 janvier 2006 à l’Hôpital Santa Mónica de Rosarito, dans l'État de Basse-Californie au Mexique, des suites d'un cancer des ovaires,.
Mme King avait été victime d'une crise cardiaque au mois d'août 2005. Elle était apparue pour la dernière fois en public le 16 janvier 2006, le jour du Martin Luther King Day, qui célèbre la mémoire de son mari, mais elle n'a pas tenu de discours, clouée dans une chaise roulante, séquelle d'une attaque antérieure.
La dépouille mortelle de Coretta King a été exposée sous la coupole du Capitole de l'État de Géorgie, à l'Église baptiste Ebenezer à Atlanta, où le pasteur King avait assisté son père à la chaire entre 1960 et 1968, et enfin à la New Birth Missionary Baptist Church (Église missionnaire baptiste de la renaissance). Plus de 150 000 personnes sont venues rendre un dernier hommage à Mme King.

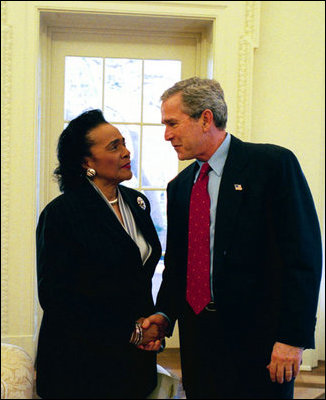
Coretta Scott King et George W. Bush à la Maison-Blanche, le 25 février 2004.

George W. Bush, George H. W. Bush père, Bill Clinton et Jimmy Carter, les quatre présidents américains ainsi que de nombreuses personnalités étaient également présents.
Coretta Scott King repose aux côtés de son époux au Martin Luther King, Jr. National Historical Park d'Atlanta,.

## Récompenses
- 1983 : lauréate du Prix des quatre libertés de Roosevelt, catégorie « liberté de culte »[24],
- 1997 : lauréate du Golden Plate Award, décerné par l'American Academy of Achievement[25],
- 2004 : lauréate du Prix international Gandhi pour la paix délivré par le gouvernement de l'Inde[26],
- 2009 : cérémonie d'introduction à l'Alabama Women's Hall of Fame[27],
- 2017 : cérémonie d’introduction au National Women's History Museum[28].

## Pour approfondir

#### Notices dans des encyclopédies ou des manuels de référence
- (en-US) Jessie Carney Smith (dir.), Notable Black American Women: Book I, Detroit, Michigan, Gale Research, 20 décembre 1991, 1334 p. (ISBN 9780810347496, lire en ligne), p. 631-634,
- (en-US) Jack Salzman (dir.), Encyclopedia of African-American Culture and History, volume 3, Detroit, MacMillan Publishing Company (réimpr. 2006) (1re éd. 1995), 1365 p. (ISBN 9780028973654, lire en ligne), p. 1235-1237,
- (en-US) Anne Commire (dir.), Women in World History, Volume 8, Yorkin Publications / Gale Cengage, 20 juillet 2000, 879 p. (ISBN 9780787640675, lire en ligne), p. 665-670,
- (en-US) R. Kent Rasmussen (dir.), The African American Encyclopedia, volume 5. Hil-Lee, New York, Cavendish Square Publishing, 1er janvier 2001, 1496 p. (ISBN 9780761472186, lire en ligne), p. 1451-1453,
- (en-US) Laura B. Tyle (dir.), UXL Encyclopedia of World Biography, volume 6, UXL/Thomson/Gale, 2003, 1267 p. (ISBN 9780787664718, lire en ligne), p. 1091-1094,

#### Essais et biographies
- (en-US) Lillie Patterson, Coretta Scott King, Champaign, Illinois, Garrard Pub. Co., 1977, 102 p. (ISBN 9780811645850, OCLC 2318252, lire en ligne),
- (en-US) Diane Patrick, Coretta Scott King, New York, F. Watts, coll. « An Impact Biography », 1991, 152 p. (ISBN 9780531130056, OCLC 1028568146, lire en ligne),
- (en-US) Sondra Henry et Emily Taitz, Coretta Scott King : Keeper of the Dream, Hillside, New Jersey, Enslow Publishers, coll. « Contemporary Women Series », 1992, 136 p. (ISBN 9780894903342, OCLC 24504133, lire en ligne),
- (en-US) Henrietta M. Smith (dir.), The Coretta Scott King Awards Book : From Vision to Reality, Chicago, Illinois, American Library Association, 1994, 156 p. (ISBN 9780838934418, OCLC 1200284708, lire en ligne),
- (en-US) Angela Shelf Medearis, Dare to Dream, New York, Scholastic (réimpr. 2000, 2014) (1re éd. 1994), 68 p. (ISBN 9780439168410, OCLC 1029008732, lire en ligne),
- (en-US) Anne Schraff, Coretta Scott King : Striving for Civil Rights, Springfield, New Jersey, Enslow Publishers, coll. « African-American Biographies », 1997, 136 p. (ISBN 9780894908118, OCLC 1153300353, lire en ligne),
- (en-US) Ruth Turk, Coretta Scott King : Fighter for Justice, Boston, Massachusetts, Branden Books (réimpr. 2014) (1re éd. 1997), 116 p. (ISBN 9780828320283, OCLC 36126801, lire en ligne),
- (en-US) Cynthia Amoroso, Coretta Scott King, Mankato, Minnesota, Child's World, coll. « Journey to Freedom » (réimpr. 2009, 2010, 2022) (1re éd. 1999), 40 p. (ISBN 9781503854444, OCLC 1016158386, lire en ligne),
- (en-US) Lisa Renee Rhodes et Dale Evva Gelfand, Coretta Scott King : Civil Rights Activist, Philadelphie, Pennsylvanie, Chelsea House Publishers, coll. « Black Americans of Achievement » (réimpr. 2005) (1re éd. 1998), 148 p. (ISBN 9780791082515, OCLC 1028569447, lire en ligne),
- (en-US) Petra Press, Coretta Scott King : An Unauthorized Biography, Chicago, Illinois, Heinemann Library, coll. « Heinemann profiles », 2000, 64 p. (ISBN 9781575724966, OCLC 1193398332, lire en ligne),
- (en-US) David Armentrout et Patricia Armentrout, Coretta Scott King, Vero Beach, Floride, Rourke Pub., 2004, 32 p. (ISBN 9781589526594, lire en ligne),
- (en-US) John Bankston, Coretta Scott King and the Story of the Coretta Scott King Award, Bear, Delaware, Mitchell Lane Publishers, coll. « Great Achievement Awards », 2004, 56 p. (ISBN 9781584152026, OCLC 1244582484, lire en ligne),
- (en-US) Octavia Vivian, Coretta : The Story of Coretta Scott King, Minneapolis, Minnesota, Fortress Press, 2006, 168 p. (ISBN 9780800638559, OCLC 68693497, lire en ligne),
- (en-US) George E. Stanley, Coretta Scott King : First Lady of Civil Rights, New York, Aladdin Paperbacks, coll. « Childhood of Famous Americans », 2008, 228 p. (ISBN 9781416968009, OCLC 277247593, lire en ligne),
- (en-US) Stephanie Sammartino McPherson, Coretta Scott King, Minneapolis, Minnesota, Twenty-First Century Books, coll. « Biography », 2008, 120 p. (ISBN 9780822571568, OCLC 1148619519, lire en ligne),
- (en-US) Henrietta M. Smith, The Coretta Scott King Awards, 1970-2009 : 40th Anniversary, Chicago, Illinois, American Library Association, 2009, 168 p. (ISBN 9780838935842, OCLC 569990235, lire en ligne),
- (en-US) Anne Wallace Sharp, Coretta Scott King, Farmington Hills, Michigan, Lucent Books, coll. « People in the news », 2009, 112 p. (ISBN 9781420500875, OCLC 192079854, lire en ligne),
- (en-US) Laura T. McCarty, Coretta Scott King : A Biography, Westport, Connecticut, Greenwood Press, coll. « Greenwood Biographies », 2009, 204 p. (ISBN 9780313349812, OCLC 669386103, lire en ligne),
- (en-US) Edythe Scott Bagley, Desert Rose : The Life and Legacy of Coretta Scott King, Tuscaloosa, Alabama, University of Alabama Press (réimpr. 2021) (1re éd. 2011), 344 p. (ISBN 9780817360429, OCLC 1147377353, lire en ligne),
- (en-US) Gail Herman (ill. Gregory Copeland), Who Was Coretta Scott King?, New York, Penguin Random House, coll. « Who was-- ? », 2017, 116 p. (ISBN 9780451532619, OCLC 978659876, lire en ligne),
- (en-US) Lawrence Rivers, Coretta Scott King, Broomall, Pennsylvanie, Mason Crest Publishers, coll. « Civil Rights Leaders », 2018, 144 p. (ISBN 9781422240045, OCLC 1081401738),

#### Articles
- (en-US) Jackie Peck et Judy Hendershot, « Coretta Scott King Award Winner Javaka Steptoe Stands Tall "In Daddy's Arms" », The Reading Teacher, vol. 52, no 7,‎ avril 1999, p. 752-755 (4 pages) (lire en ligne ),
- (en-US) Judy Hendershot, Jackie Peck et Sharon Draper, « A Conversation with Sharon Draper, Winner of the 1998 Coretta Scott King Award », The Reading Teacher, vol. 52, no 7,‎ avril 1999, p. 748-750 (3 pages) (lire en ligne ),
- (en-US) Stephen J. Wermiel et Robert E. Stein, « human rights hero: Coretta Scott King », Human Rights, vol. 31, no 3,‎ été 2004, p. 25 (2 pages) (lire en ligne ),
- (en-US) « Coretta Scott King: The First Lady of the Civil Rights Movement, (1927-2006) », The Journal of Blacks in Higher Education, no 50,‎ hiver 2005/2006, p. 60 (1 page) (lire en ligne ),
- (en-US) Simidele Dosekun, « A tribute to Coretta Scott King: 1927–2006 », Feminist Africa, no 7,‎ décembre 2006, p. 107-113 (7 pages) (lire en ligne ),
- (en-US) Vicki Crawford, « Coretta Scott King and the Struggle for Civil and Human Rights: An Enduring Legacy », The Journal of African American History, vol. 92, no 1,‎ hiver 2007, p. 106-117 (12 pages) (lire en ligne ),
- (en-US) Anne Ford, « 50 Years OF THE Coretta Scott King BOOK AWARDS: A conversation with nine winners and committee members who have been part of the influential children’s book awards », American Libraries, vol. 50, no 6,‎ juin 2019, p. 28-33 (6 pages) (lire en ligne ),